# 丹後半島

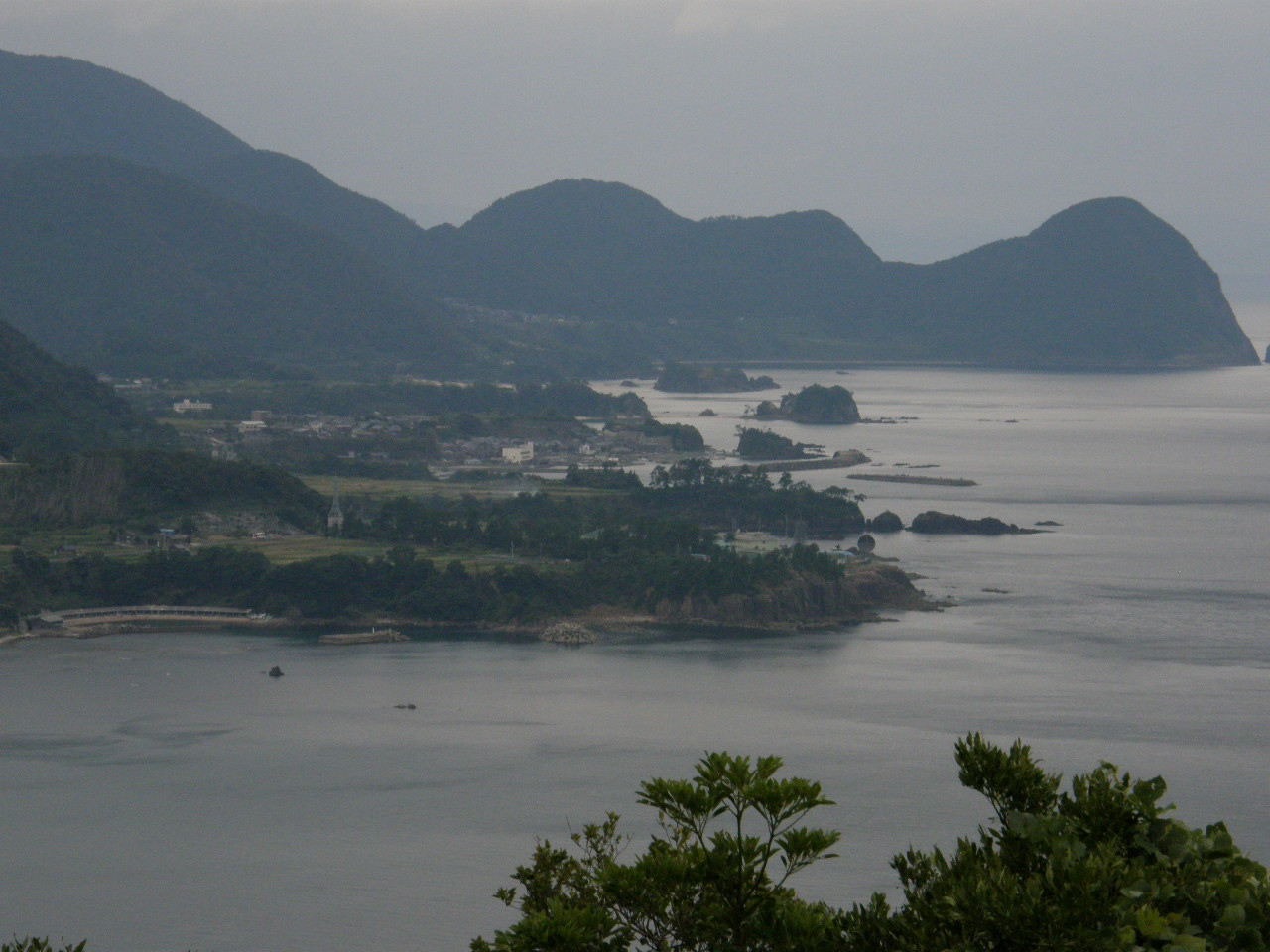
丹後半島-丹後松島

丹後半島（日语：／ Tango hantō */?），日本京都府最大的半岛，市位于京都府北部，面临日本海，有著名的自然风光，即天桥立。
在古代的时候与中國交往频繁，今已出土了大量与朝鲜与中国相关的出土文物。
丹后半岛还是日本有名的降雪地带与观光旅游胜地。

## 観光地
- 天橋立
- 成相寺
- 丹後松島
- 経ヶ岬 - 経ヶ岬灯台
- 伊根舟屋
- 間人
- 琴引浜 - 名勝、天然記念物

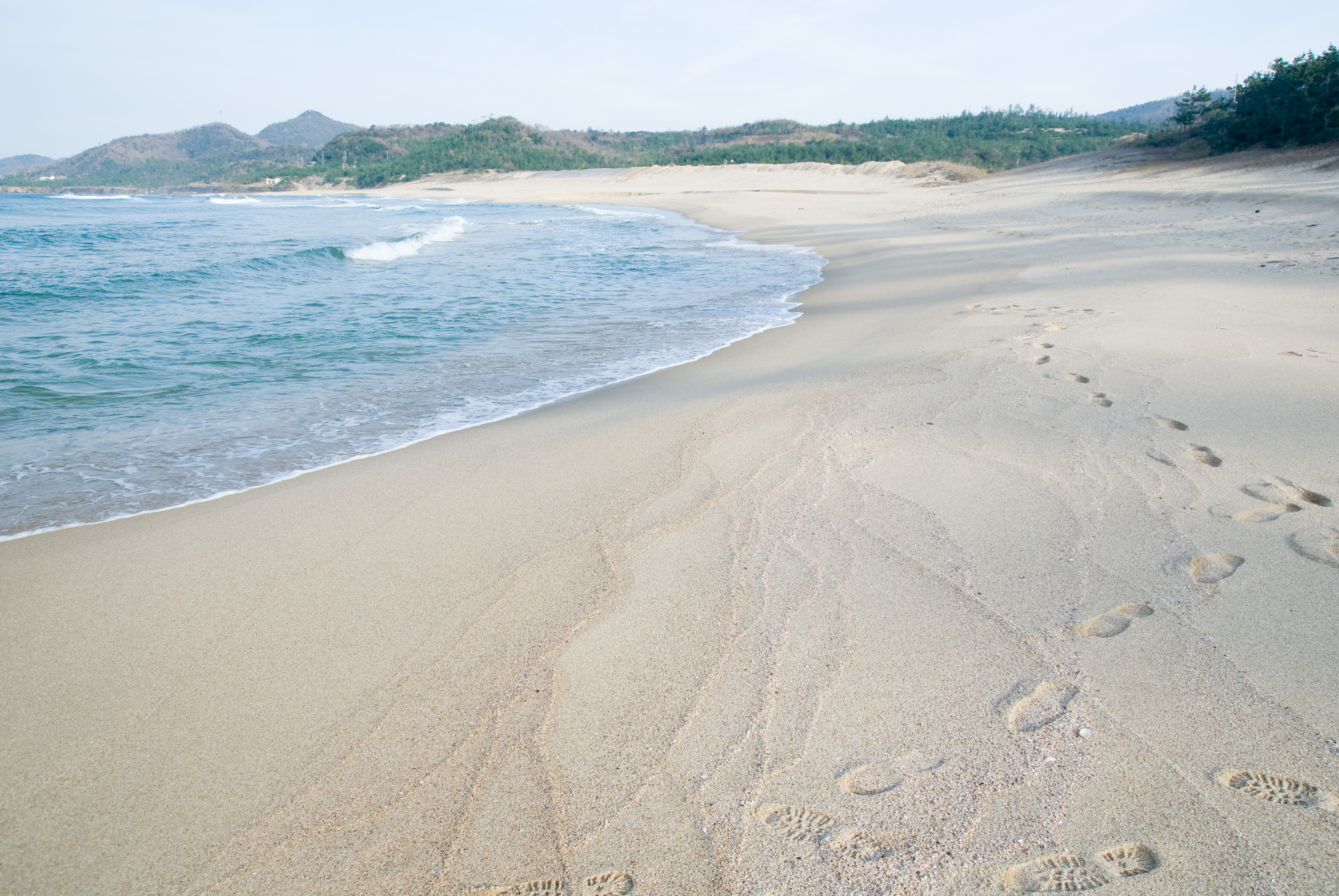
琴引浜
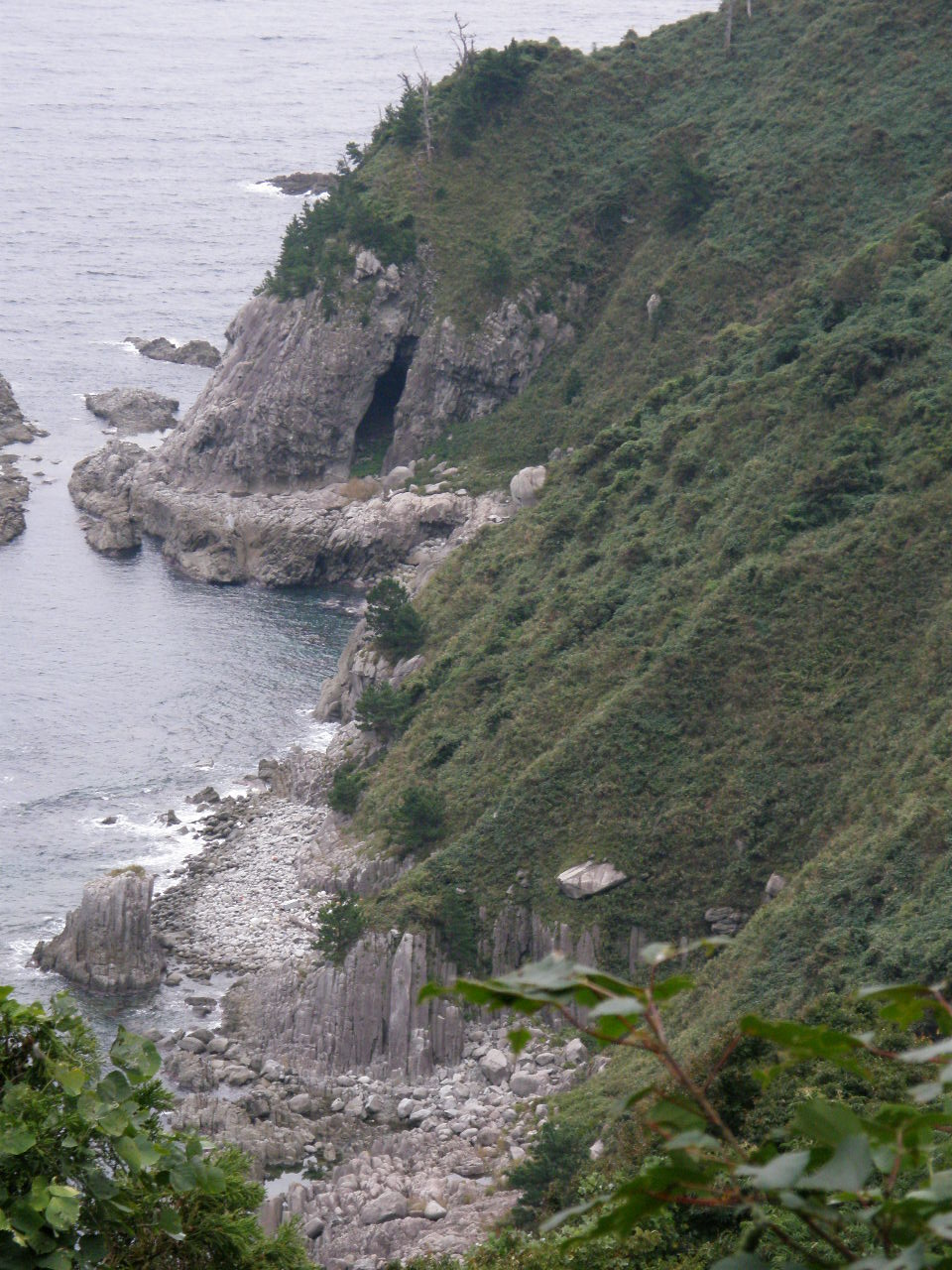
経岬
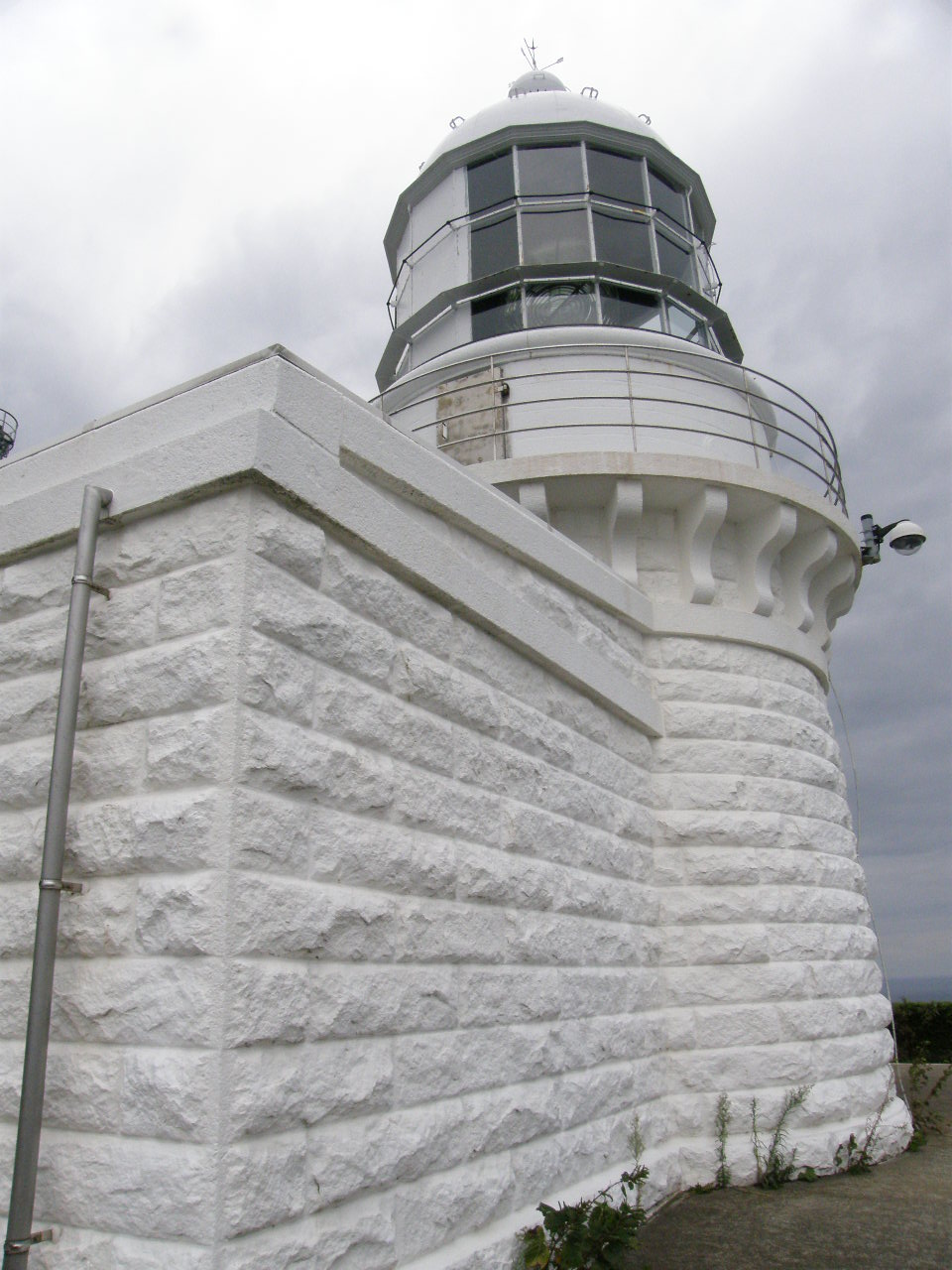
経ヶ岬灯台
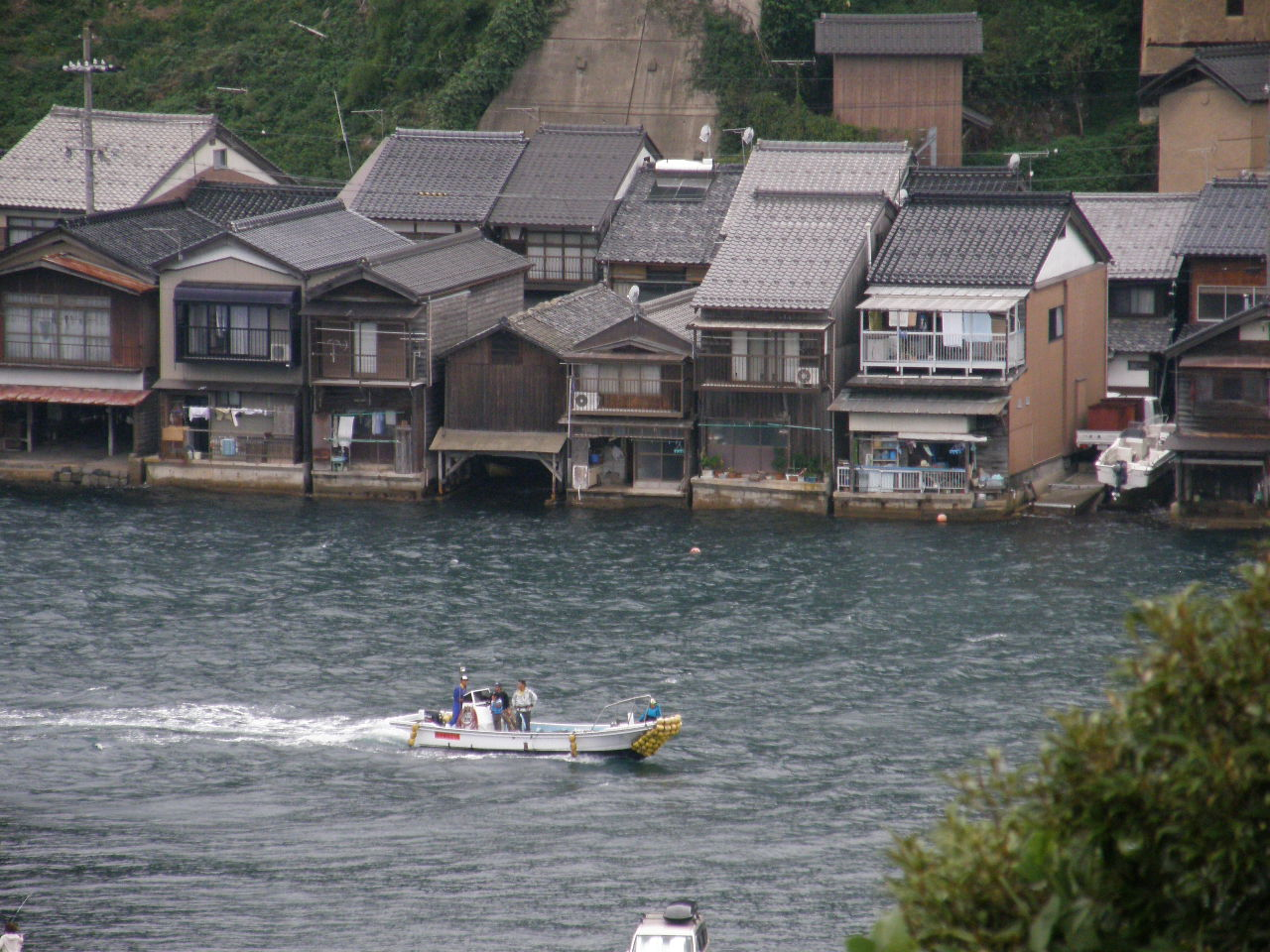
伊根の舟屋
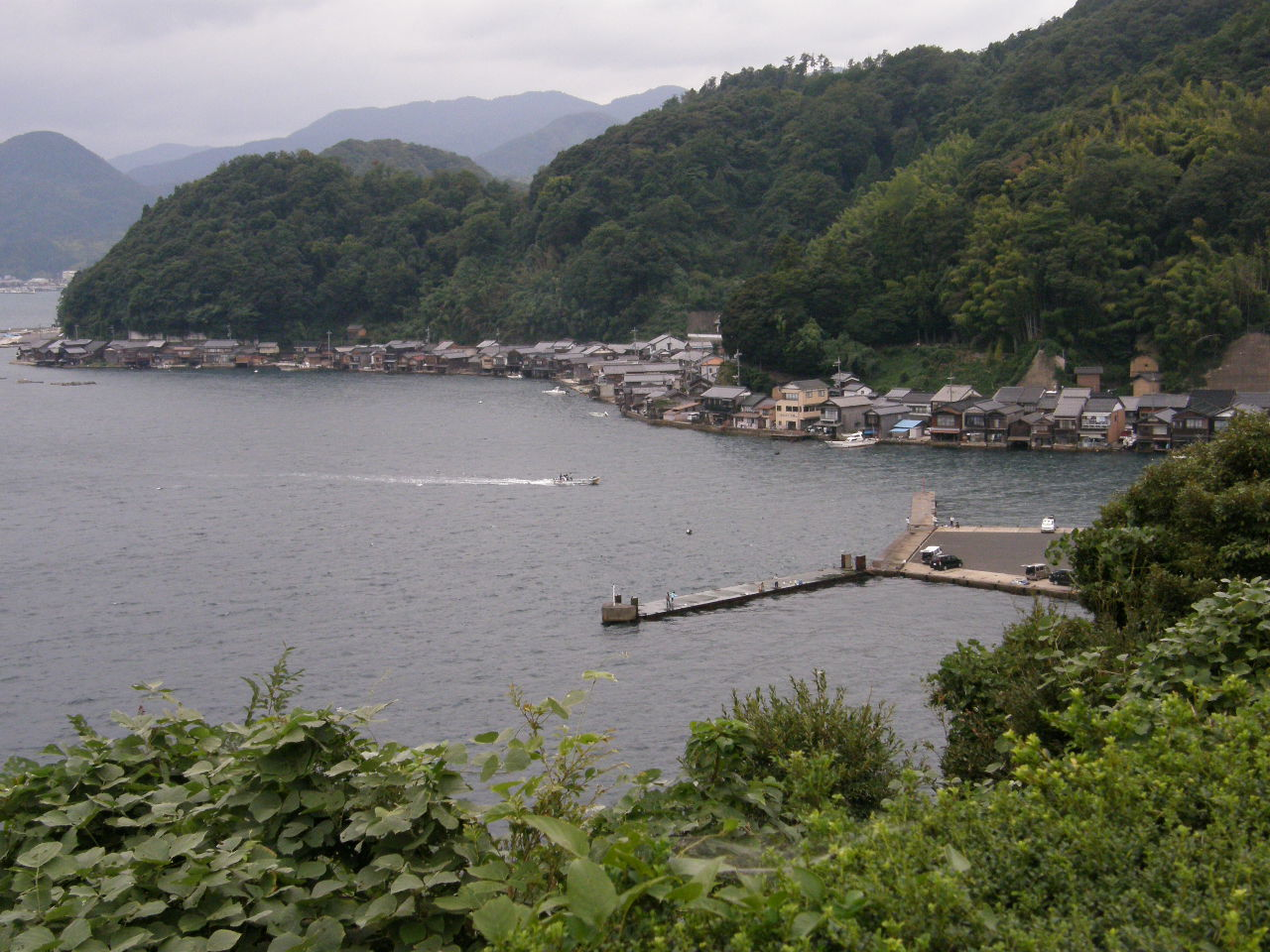
伊根漁港
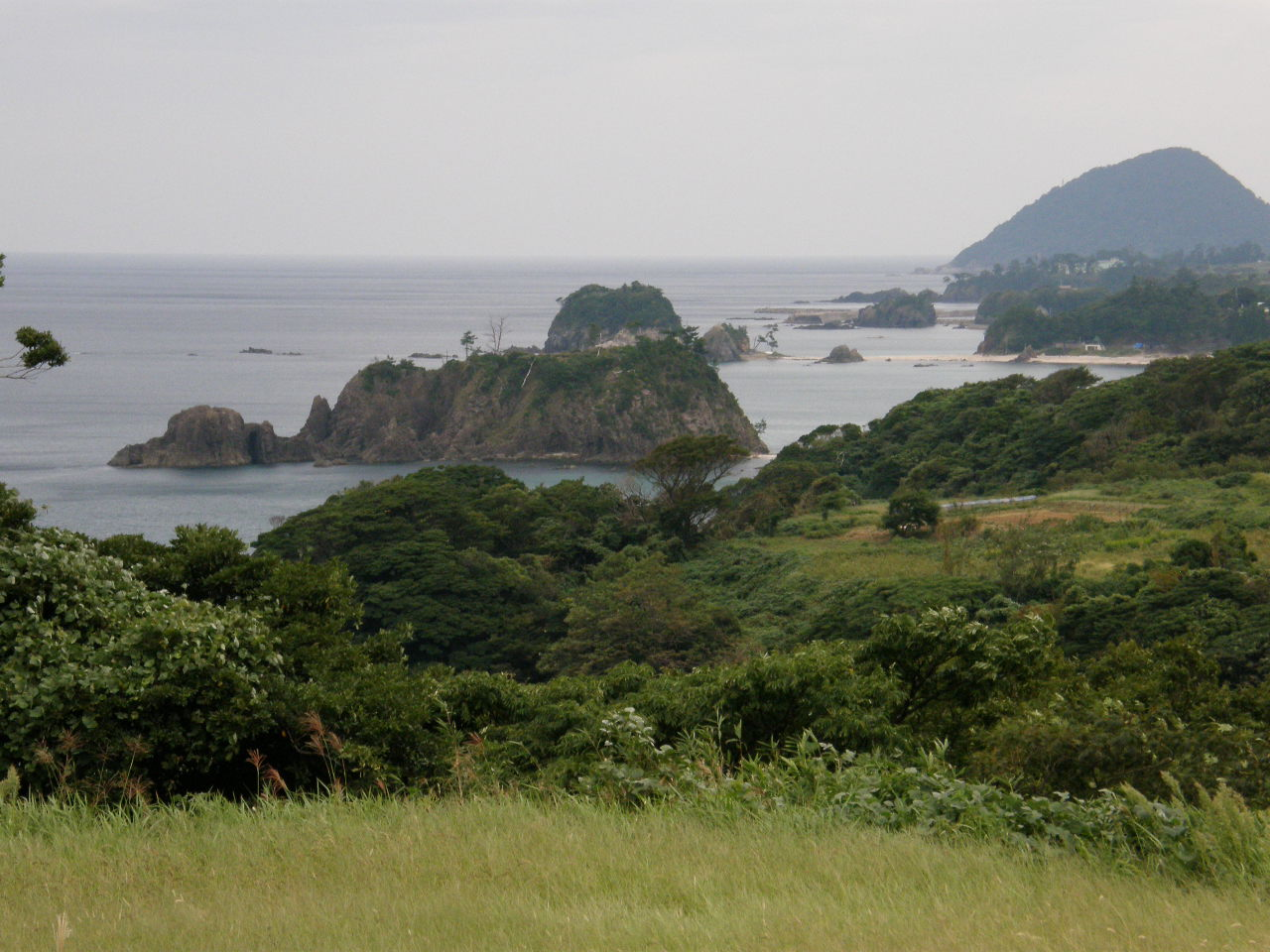
丹後松島
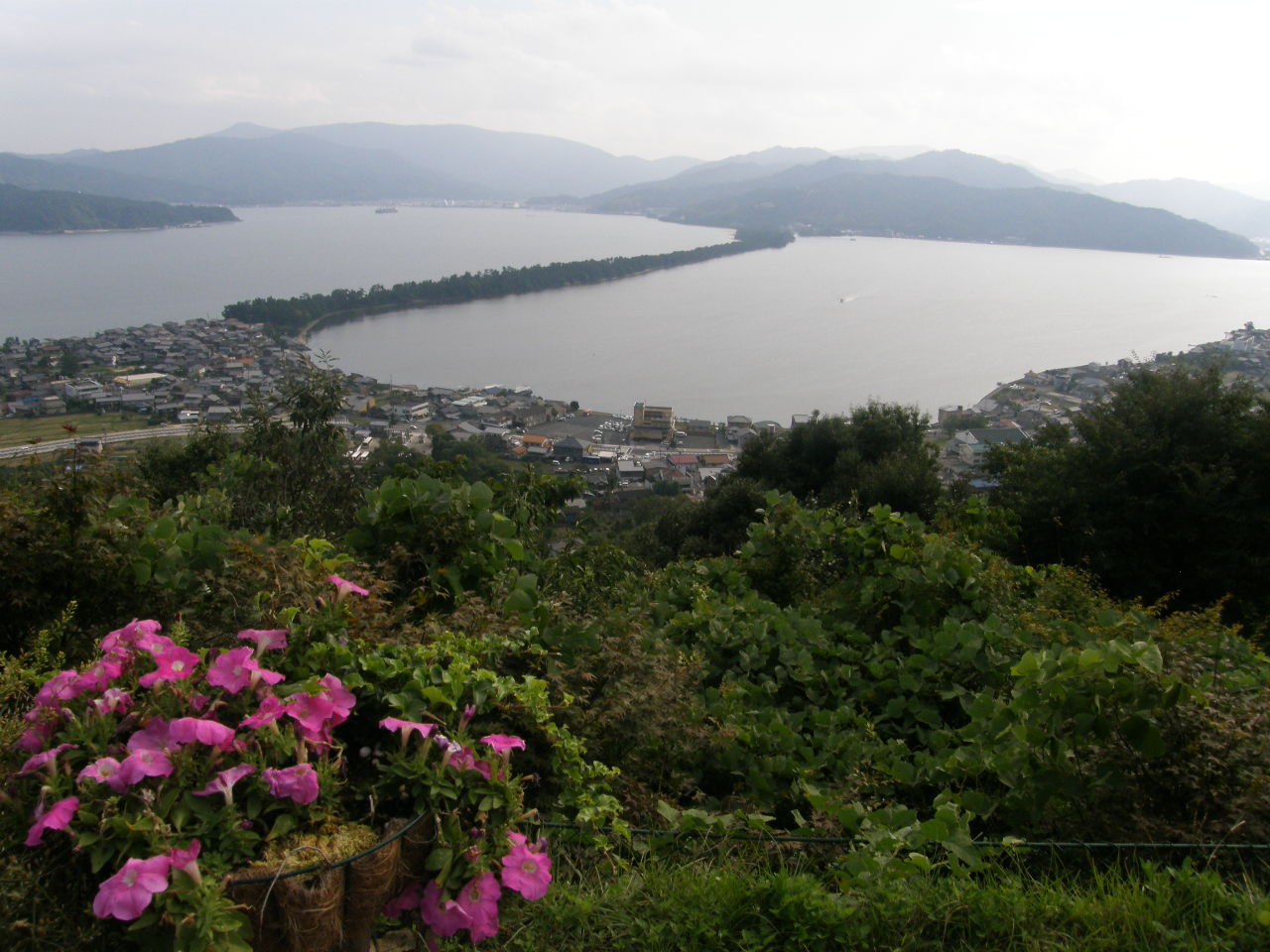
天橋立（傘松公園）